# Pierre-Narcisse Guérin
Pierre-Narcisse Guérin (Parijs, 13 mei 1774 – Rome, 6 juli 1833) was een Frans kunstschilder en een van de laatste vertegenwoordigers van het Franse neoclassicisme en droeg in belangrijke mate bij aan de overgang van die periode naar die van de romantiek.
Guérin werd opgeleid door Jean-Baptiste Regnault en Jacques Louis David. Zelf was hij de leermeester van onder anderen Théodore Géricault, Eugène Delacroix en de uit Dordrecht afkomstige Ary Scheffer.
De kunstenaar kende al snel succes, onder meer door het hier afgebeelde schilderij De terugkeer van Marcus Sextus, dat op de Parijse salon van 1799 veel indruk maakte. Hij won tweemaal achtereen de prestigieuze Prix de Rome en werd in 1822 directeur van de academie in Rome, een functie hij bekleedde tot 1828. In 1829 werd hij benoemd tot baron.
Tijdens zijn periode in Italië bestudeerde hij de kunst van de klassieke oudheid en de Romeinse mythologie. Deze onderwerpen maakte hij tot zijn hoofdthema. Zijn stijl werd sterk beïnvloed door die van David.

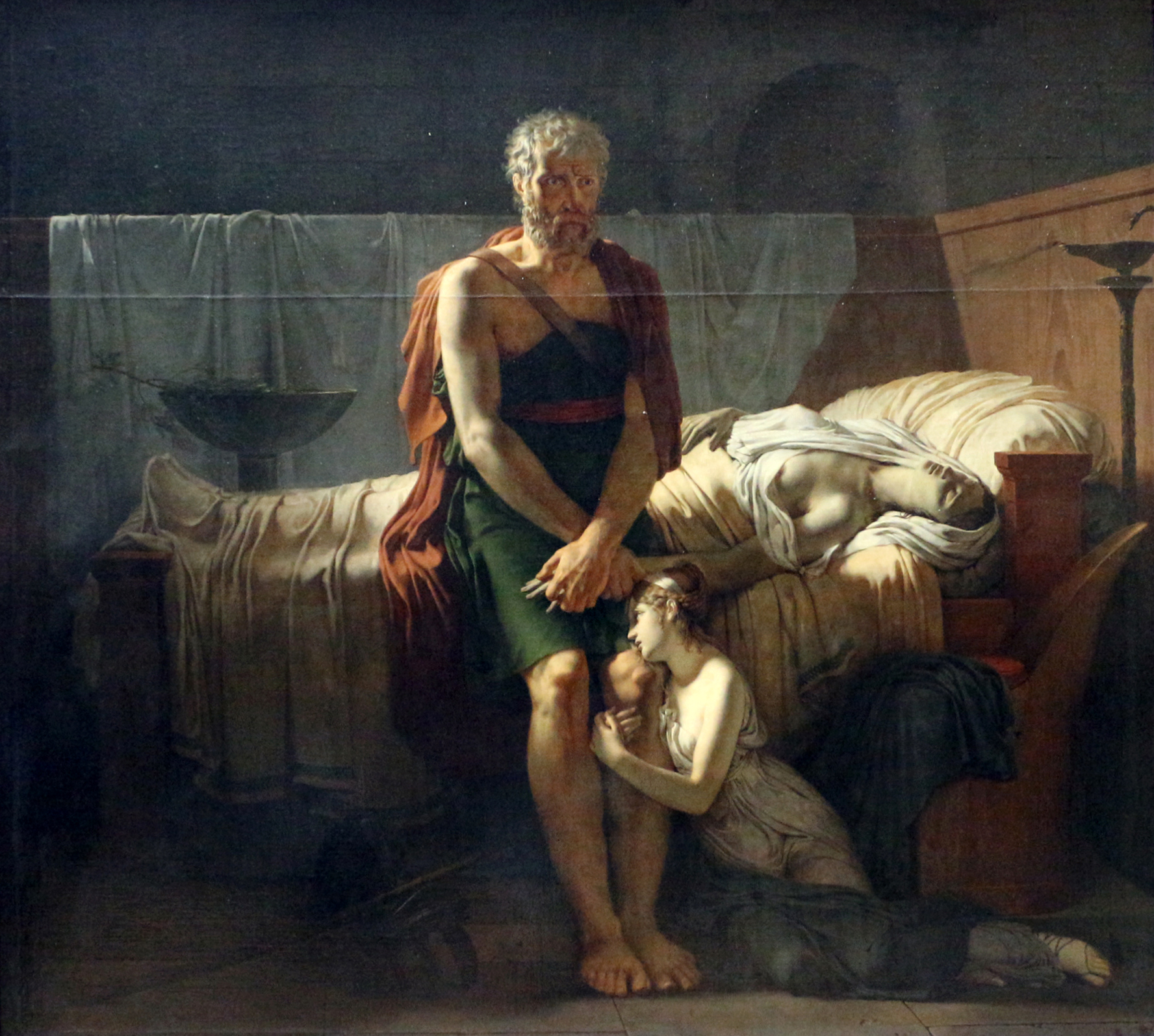
De terugkeer van Marcus Sextus, 1799, Louvre, Parijs
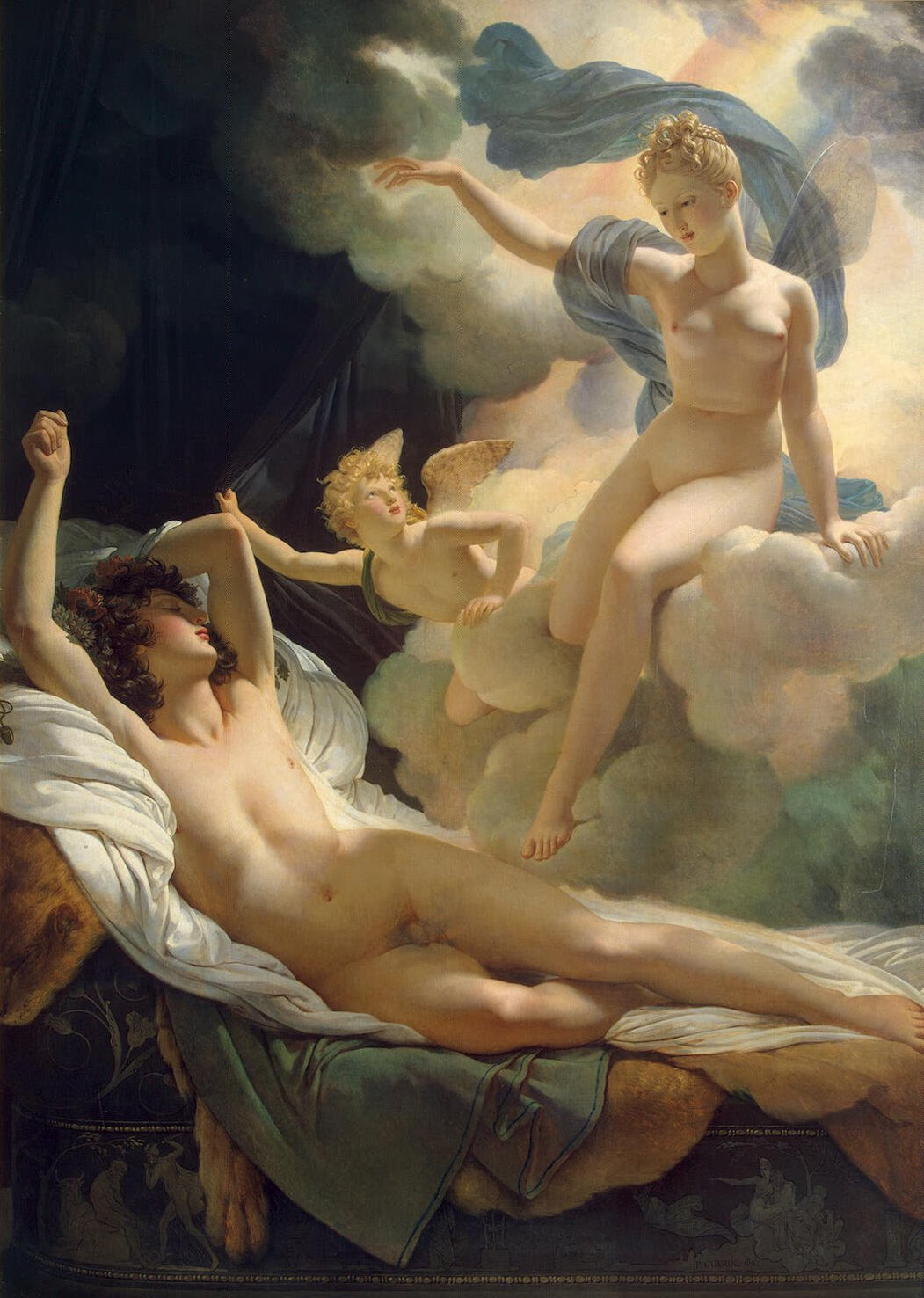
Morpheus en Iris, 1811, Hermitage, Sint-Petersburg